# Jesús Cuadrado
Jesús Cuadrado Pérez (Palencia, 1946-Madrid, 2022) fue un cineasta, director escénico y crítico de historieta español, también interesado en otros aspectos de la cultura popular.
En un continuo esfuerzo por dignificar el medio, colaboró con sus artículos en numerosas publicaciones de y sobre historietas (Bang!, Viñetas, etc), además de ser el creador de De la historieta y su uso 1873-2000 (2000). Formó parte, junto a Mariano Ayuso, Luis Conde Martín, Ignacio Fontes, Carlo Frabetti, Pacho Fernández Larrondo, Federico Moreno, Ludolfo Paramio y Pedro Tabernero, de la segunda generación de teóricos del cómic surgida en España. Obtuvo el premio Especial Calidad en 1982.

## Biografía
A partir de su colaboración en Bang! (1971-77) inició una fecunda actividad como crítico de la actualidad de la historieta en España para diferentes publicaciones. Con el tiempo, llegaría a describirse como un discípulo del director de esta revista, Antonio Martín, en varios de sus escritos.
Trabajó, con brevedad, para la revista Triunfo, y pasó (en 1972) al semanario Mundo Joven, para el que, a petición de su director Alonso Ibarrola, realizó la serie "La apasionante aventura del Cómic" junto a Pacho Fernández Larrondo y Ricardo Segura (como montador; y Antonio Tiedra como fotógrafo).
Dirigió obras escénicas, como "Auto de fe" o "El zoo frágil", de Tennessee Williams en 1978 en Costa Rica.
Realizó el documental Los Tebeos (1974) y coordinó la revista En Punta (1974-1977).
Dirigió varios cortometrajes: Solo de hombre (1982), Travelling (1982) y Nana para una nube blanca (1976). Empezó también a dirigir sus propias revistas: Tribulete (1983-1984), Grafito (1984), Librum (1987), Los Mamotretos de Grafito (1993) y BloKes (1994). Ya sea para éstas o sobre todo para los comic-books de Comics Forum, seguiría publicando infinidad de artículos, muchos de ellos agrupados en series. Ajenos a estas series, aparecieron artículos en otras revistas como "Cairo" (1984); "El Observador" (1991); "GQ" (1995), "Nosotros Somos Los Muertos" (1997) o "The Stranded" (1998), además de en catálogos (como el de la exposición que en 1984 tuvo lugar en Valencia en honor de Miguel Calatayud) y en monografías como "La Pista Atlántica" (1984), "Historia del tebeo valenciano" (1992) y G. Iranzo (1999). El grueso de esas colaboraciones fue agrupado por la narradora Karim Taylhardat para el editor Joan Navarro (sello Glénat España) en el volumen "Psicopatología de la viñeta cotidiana" (Barcelona, 2000).
En 1986 fue comisario de la exposición "Museo Vivo" (Instituto de la Juventud), y en 1991 insistió en la expotécnia dignificante con "Una historieta democrática" (Dirección General de Bellas Artes y Archivos del Ministerio de Cultura). Según sus propias palabras pretendía 

presentar al público una amplia muestra del renacimiento de la historieta de autor en España, que ha coincidido con una generación de historietistas surgidos en los años ochenta en revistas como Madriz o Cairo.

En 1997 publicó la obra de referencia Diccionario de uso de la Historieta española. 1873-1996 (11/1997), producida por la agrupación Colectivo de Comunicación Nutria para el sello Compañía Literaria, con unas cinco mil entradas. Esta obra fue refundida, actualizada y significativamente ampliada en la reedición De la historieta y su uso 1873-2000 (Ediciones Sinsentido, 2000), que reúne unas siete mil entradas y forma parte del complejo proyecto Atlas español de la Cultura Popular. 
Coimpulsor, también, de la colección "Sin palabras" (Sinsentido, 2004-2007), con diecisiete entregas sobre los grandes nombres o las corrientes o fenómenos de la historieta, y director de "De Madrid a los tebeos" (Ayuntamiento de Madrid, 2004), una visión detallada del mercado madrileño de historietas. Pendiente de los trasvases entre las formas narrativas realizó varias investigaciones ("Plagio de encantes", 2001; "El Corazón de las Tinieblas", 2002; "Tapa Roja", 2004; "Aún en el humo", 2005) que culminaron con "Lanza en astillero" (2005), en la que diversos autores españoles y extranjeros daban su personal interpretación de diferentes pasajes de El Quijote. El 30 de julio de 2022 se notificaba su fallecimiento, sucedido en Madrid.

## Premios
El Diccionario de uso de la Historieta española. 1873-1996 recibió el galardón de la Asociación Madrileña de Críticos de Arte, una mención especial en el Saló Internacional del Còmic de Barcelona, y la convención romana ExpoCartoon insistió en sus menciones al campo teórico al estimarla mejor obra del año.

## Obra
Audiovisual
- Los Tebeos;
- Solo de hombre;
- Travelling;
- Nana para una nube blanca.

Crítica y sistematización de la historieta
- Editorial sin punto y aparte (Tribulete, 1983);
- Crónica desde Madrid (Aventuras Bizarras, 1983) bajo el seudónimo Pedro Pérez;
- Edito (Grafito, 1984);
- Viñetas y puñetas (Sado Maso, 1990);
- El Octavo Pasajero: masturbantes e inútiles (El Maquinista, 1991);
- Nada personal, ciudadano (Urich, 1991),
- Viñetas ajenas (Classic X-Men n.º 34, What If n.º 28 a 36 y Gráfito, 1991-92);
- Conceptos ("Excalibur" n.º 28-35 y "Los nuevos Vengadores" n.º 54, 57-59, 1991);
- Rodilla Herida (Makoki, 1991), Parapeto (El Maquinista Mensual, 1991);
- Catón (Grafito, Imágenes, etc., 1993-1998);
- Al borde del pesebre (Cómic Independiente, 1993);
- Habas contadas (Viñetas, 1994);
- Pie de trinchera (Viñetas, 1994);
- Fragmento “G” (Imágenes y Wopitti whop!, 1994-95);
- Diccionario de uso de la Historieta española (Compañía Literaria, 1996);
- Idiotas y Diminutos (Idiota y Diminuto, 1998);
- Atlas español de la Cultura Popular. De la historieta y su uso 1873-2000 (Sinsentido / Fundación Germán Sánchez Ruipérez, 2000);
- Psicopatología de la viñeta cotidiana (Glénat España, 2000). Recopilación de sus artículos.